# Halimede (maan)

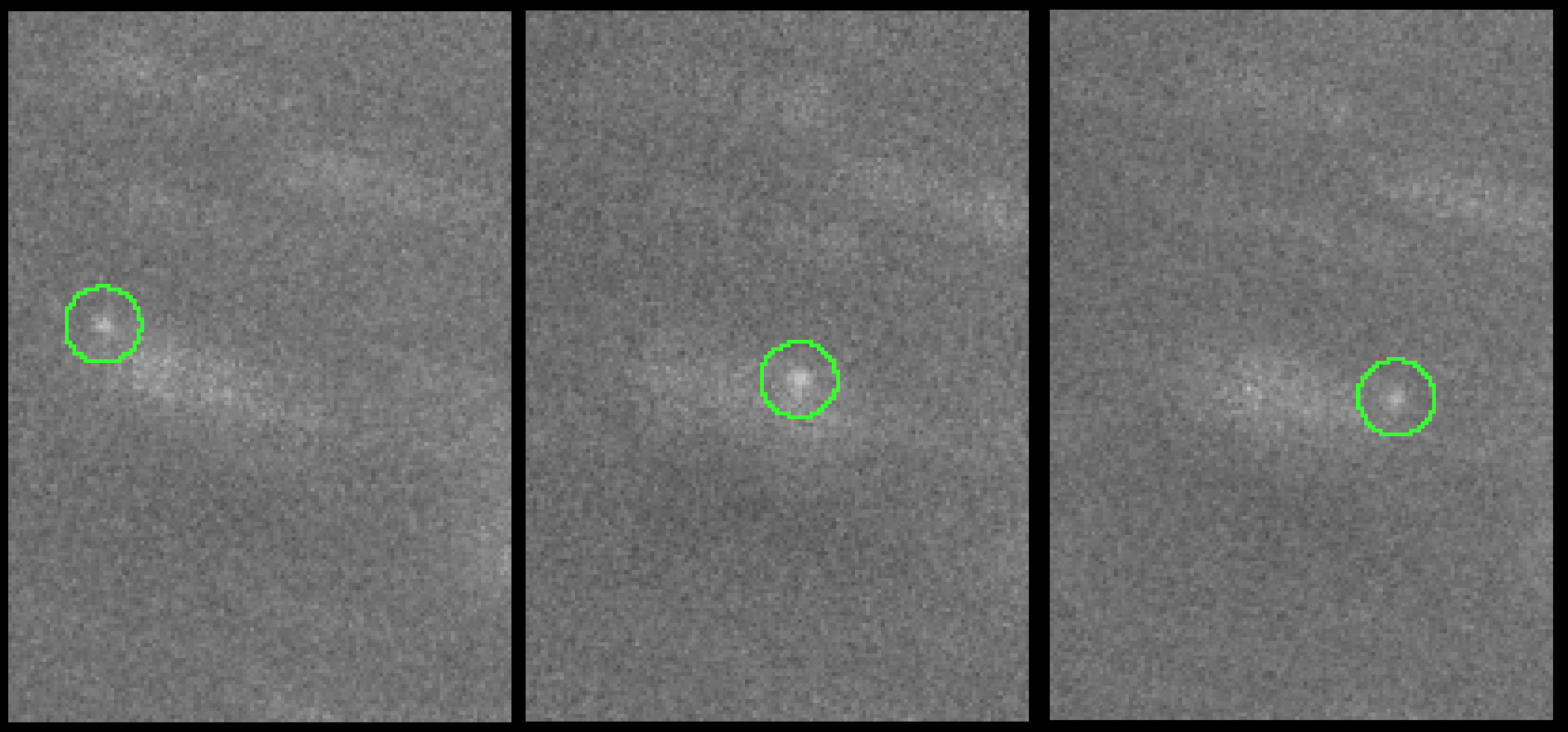
Halimede

Halimede is een maan van Neptunus, op 14-8-2002 ontdekt door M. Holman. De maan is ongeveer 62 kilometer in doorsnede en draait om Neptunus in 1879,7 dagen.
Net als de grootste maan Triton, draait Halimede in een retrograde baan (dat wil zeggen tegengesteld aan de draaiingsrichting van Neptunus.
De maan is ook wel bekend onder de aanduiding Neptunus IX. De tijdelijke aanduiding voordat de definitieve naam werd toegekend was S/2002 N 1
Triton · Naiad · Thalassa  · Despina · Nereïde · Galatea · Larissa · Proteus · Halimede · Sao · Hippocampus · Laomedeia · Psamathe · Neso